# Let'sご当地体操プラス
『Let'sご当地体操プラス』（レッツごとうちたいそうプラス）は、BSジャパンで2015年3月30日に放送開始したミニ番組。

## 概要
『NIKKEI朝とく（現・『NIKKEIモーニングプラス』）』の人気コーナーがレギュラー化。全国のご当地体操や家庭でも出来るワンポイント体操を紹介する。

## 内容
ご当地体操
日本全国に地方ならではのご当地体操を地元の人が伝授。
Let's今日の健康体操
自宅でも簡単な体操をコナミスポーツクラブのスタッフが伝授。

## 出演者
リポーター
築山可奈
解説
内山忠夫（コナミスポーツクラブトレーナー）
渡辺智弘（コナミスポーツクラブトレーナー）
白川貴史（コナミスポーツクラブインストラクター）
藤島剛（コナミスポーツクラブインストラクター）

## スタッフ
- 監修：コナミスポーツクラブ
- 制作著作：BSジャパン、PROTX

## 放送時間
- 月曜 - 金曜 7:50 - 7:55